# Alfred Jaëll
Alfred Jaëll (Trieste llavors Àustria Imperial, 5 de març de 1832 – París, 27 de febrer de 1882) fou un pianista i compositor austríac.
Deixeble de Czerny, a Viena, des de 1843 viatjà, primer per Itàlia i després arreu d'Europa i Amèrica, alguns d'aquest viatges els feu acompanyat del violinista alemany Julius Steffens. El 1857 fou nomenat pianista de la cort de Hannover i, després de contraure matrimoni amb la pianista Marie Jaëll (de soltera Trautmann) el 1866, es domicilià a París.
Les seves composicions revelen més habilitat tècnica i elegància que profunditat i força.